# Пирамида на потребностите на Маслоу
Пирамидата на потребностите е теорията на американския психолог Ейбрахам Маслоу, който се занимава с мотивите на човек в живота му. Тази теория има отражение в много области, включително използване за мотивация за работа. Мнозина обаче отхвърлят теорията от различни посоки и тя не е категорично доказана чрез подходящи изследвания. Изчерпателно проучване, включващо около 60 хиляди участници от 123 страни, показва, че универсалните човешки потребности съществуват, но нямат йерархия и работят едновременно.
Тази система е представена за първи път в статията му от 1943 година „Теория на човешката мотивация“ и по-късно е публикувана и разширена в книгата Toward a Psychology of Being.

## Основите на теорията
Теорията на потребностите предполага, че универсалните потребности са общи за всички хора и ги мотивират. Тези нужди могат да бъдат изразени по различни начини в зависимост от конкретната културна ситуация.
Идеята на теория казва, че има йерархия на нуждите, която е организирана по важност. Теорията предполага, че някакво ниво на нужда може да се осъществи и след това вече няма да действа като мотивация за човека. Когато обаче е осигурено определено ниво на нужда, лицето се насочва към изпълнение на следващото по-високо ниво.
Петте етапа на теорията идват от два основни мотива: мотива за спестяване и мотива за растеж.
Мотивите за спестяване работят за попълване на определени липси на неща, които са от съществено значение за нечие физическо и психологическо съществуване, като храна, сигурност и любов. Тези мотиви работят за намаляване на неприятното напрежение, което съществува в човека в резултат на нуждата от спестяване, и работят за възстановяването му до състояние на релаксация, хомеостаза.
Когато човек е свободен да осигури нуждите от спестяване, се появяват мотиви за растеж, които не са от съществено значение за самото съществуване на човека, но му предоставят съдържанието, за което си струва да живее. Примери са нуждата от майсторство, красота, креативност и даване на любов. Тези мотиви не действат за облекчаване на стреса, но създават приятно състояние на напрежение. Тези мотиви работят на принципа на хетеростаза – човек, който е задоволил глада си, не би искал да продължи да се храни, но човек, който пътува към далечна страна, за да види култура, различна от неговата и се радва на нея, ще иска да пътува до повече страни.
Самият Маслоу разделя потребностите така:
1. Физиологични: храна, вода, сън, здраве, въздух.
2. Екзистенциални: подслон, безопасност, обезпеченост.
3. Социални: социални връзки, общуване, привързаност, загриженост за другите и внимание към себе си.
4. Престижни: самоуважение, уважение от страна на другите, признание, постигане на успех и висока оценка, развитие в работата.
5. Духовни: познание, себереализиране.